# Straja, Banatul de Sud

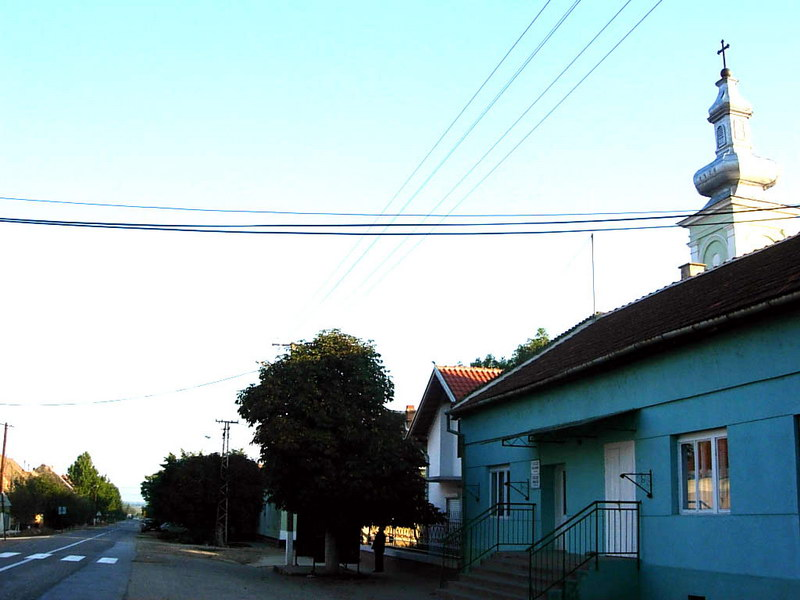
Strada principală şi biserica ortodoxă română din Straja

Straja (în sârbă Straža, cu alfabetul chirilic: Стража, în maghiară Temesőr, în germană Lagerdorf) este o localitate în comuna Vârșeț în Districtul Banatul de Sud. Aici trăiesc 572 de locuitori, iar vârsta medie a populației este de 43,4 de ani (41,1 la bărbați și 45,6 la femei). În localitate exista 215 gospodării, iar numărul mediu de persoane pe gospodărie este de 3,22. Această localitate este locuită în mare majoritate de români (80% conform recensământului din anul 2011).

## Legături externe

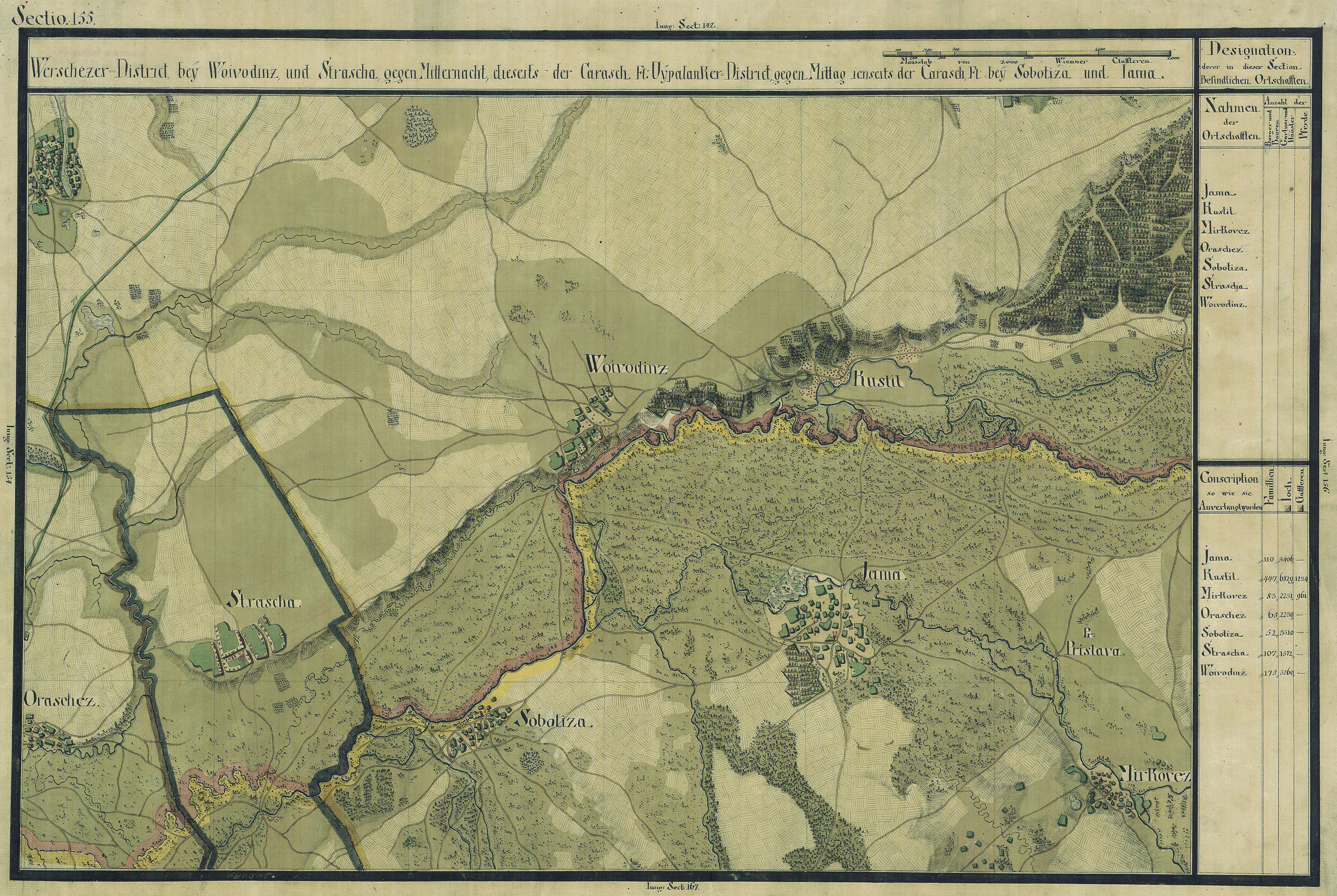
Straja în Harta Iosefină a Banatului, 1769-72